# مرس بلاف، نبراسکا
مرس بلاف(به انگلیسی: Morse Bluff) شهری در ایالت نبراسکا کشور ایالات متحده آمریکا است که جمعیت آن در سرشماری سال ۲۰۱۰ میلادی، ۱۳۵ نفر بوده‌است.